# Andrzej Dziewit
Andrzej Dziewit (ur. 17 listopada 1955 we Wrocławiu, zm. 26 maja 2014 tamże) – polski politolog, działacz ewangelizacyjny i kulturalny.

## Życie i działalność
Przez całe życie związany z Wrocławiem, w którym ukończył IX Liceum Ogólnokształcące im. Juliusza Słowackiego oraz studia na Wydziale Nauk Politycznych Uniwersytetu Wrocławskiego.
We wczesnej młodości, po stracie ojca w wypadku samochodowym oraz, rok później, po stracie nogi pod kołami tramwaju, zakwestionował wiarę w Boga.
W okresie studiów na początku lat 80. XX w. współtwórca i jeden z liderów – obok „Majora” Waldemara Fydrycha i innych – Ruchu Nowej Kultury i Pomarańczowej Alternatywy, stanowiących nowy głos w przestrzeni kultury, niezależny i opozycyjny w stosunku do socjalistycznej propagandy Polskiej Rzeczypospolitej Ludowej. W 1981 główny organizator m.in. akcji ulicznych we Wrocławiu – Wielkanocnego Marszu Pokoju i Anarchistycznego Saturatora.
Zaangażowany społecznie w obszarze kultury doświadczył w życiu osobistym załamania egzystencjalnego, przygotował swoją próbę samobójczą, od której jednak odstąpił, ponieważ następujące wtedy po sobie zdarzenia zaczął interpretować jako odpowiedź i pomoc Boga (modlitwa Andrzeja Dziewita: Boże, jeśli jesteś, daj mi cud). W tym czasie uznał Biblię jako słowo Boże i powrócił do praktyki wiary w Kościele katolickim, w którym w dzieciństwie był ochrzczony.
Od 1984 związany z Ruchem Światło-Życie (Oaza), od 1989 ze Wspólnotą Hallelu Jah oraz szeroko z nurtem charyzmatycznym i ekumenicznym.
W latach 90. zainteresował się współczesną muzyką chrześcijańską, zaprzyjaźnił z wieloma muzykami tej sceny, by wkrótce zacząć towarzyszyć ze swoim świadectwem o Bogu w trasach koncertowych m.in. takich zespołów jak: New Life’m, 2Tm2,3, Luxtorpeda, N.O.E., Arka Noego (o której napisał książkę).
Od swojego nawrócenia zaangażowany przeciwko narkotykom. Wolontariusz asystujący w terapiach i profilaktyce uzależnień.
Ukończył Discipleship Training School (w Czchowie w 1991), międzynarodowej ekumenicznej wspólnoty Młodzież z Misją.